# باتريك كيلي (كاهن كاثوليكي)
باتريك كيلي (بالإنجليزية: Patrick Altham Kelly)‏ هو كاهن كاثوليكي بريطاني، ولد في 23 نوفمبر 1938 في Morecambe ‏ في المملكة المتحدة.